# Ospriocerus tenebrosus
Ospriocerus tenebrosus là một loài ruồi trong họ Asilidae. Ospriocerus tenebrosus được Coquillett miêu tả năm 1904. Loài này phân bố ở vùng Tân Bắc giới.